# Sanssouci-Quadrille
Sanssouci-Quadrille, op. 63, är en kadrilj av Johann Strauss den yngre.

## Historia
Kadriljen Sanssouci-Quadrille verkar ha skrivits till en bal eller en konsert i A.K. Wolfsbergers kaffehus "Sans-Souci" ("Utan sorger") i byn Hinterbrühl strax söder om Wien. Vid tiden för kadriljens tillkomst, förmodligen i början av 1849, hade Johann Strauss och hans orkester inte många engagemang förutom en del festivaler och eftermiddagskonserter på Dommayers Casino. För att överleva var han tvungen att låna pengar och försöka få arbete utanför Wiens stadskärna. Det har inte kunnat bekräftas varken om verket framfördes på "Sans-Souci" eller orsaken till att kaffehuset fick en kadrilj uppkallat efter sig. Framförandet av kadriljen nämndes inte i pressen, vars intresse just då var mer intresserad av Johann Strauss den äldres konsertturné i Tyskland.
Ett annat alternativ till varför Strauss komponerade Sanssouci-Quadrille har framförts av Norbert Rubey vid Wiens Institut för Strauss-studier. Klaverutdraget till verket annonserades ut den 10 juni 1849 i tidningen Der Wanderer, som benämnde verket "original". Den 16 juni skrev Wiener Allgemeine Theaterzeitung om nya danser av Strauss: "Man behöver bara läsa titlarna för att inse att de innehåller saker som passar in i tiden. Vi är helt för "Einheits-Klänge" , "Sanssouci" följer med på köpet". Rueby försöker bilda ett samband mellan kadriljens titel och slottet Sanssouci utanför Potsdam, då säte för kungen av Preussen. Han fokuserar på kompositionens karaktär "som rytmiskt och melodiskt påminner om preussisk marschmusik i varje del. Detta kan särskilt höras i Pantalon [del 1], Poule [del 3] och Finale [del 6]". Rubey vänder sig sedan till den politiska scenen: den 28 mars 1849 valde Frankfurtparlamentet preussens kung Fredrik Vilhelm IV till Tysklands kejsare. Österrike skulle lämnas utanför det nya kejsardömet och den 3 april 1849 valde Fredrik Vilhelm att tacka nej med orden att han kunde ha tänkt sig acceptera kronan om den frivilligt hade erbjudits honom av de tyska prinsarna, men att han aldrig skulle "ta upp kronan ur rännstenen". Hans beslut satte stopp för hoppet om ett förenat Tyskland. Rubey antar att det var den politiska aspekten vid tiden och fokus på Frankfurt och särskilt Potsdam som fick Strauss att skapa Sanssouci-Quadrille. Han tillägger: "Strauss kunde därmed vara säker på att inte stöta sig med politikerna i Österrike med en 'Preussisk komposition'. Den kunde heller inte skada framtida orkesterresor i Tyskland".

## Om kadriljen
Speltiden är ca 4 minuter och 55 sekunder plus minus några sekunder beroende på dirigentens musikaliska tolkning.

## Weblänkar
- Dynastin Strauss 1849 med kommentarer om Sanssouci-Quadrille.
- Sanssouci-Quadrille i Naxos-utgåvan.